# Hulkling
Hulkling, conosciuto tra gli Skrull come Imperatore Dorrek VIII e sulla Terra come Theodore Rufus "Teddy" Altman, è un personaggio immaginario dei fumetti creato da Allan Heinberg e Jim Cheung nel 2005, pubblicato dalla Marvel Comics. È uno dei componenti del gruppo dei Giovani Vendicatori. Il suo partner è Wiccan, insieme sono una delle coppie di adolescenti gay dei fumetti.

## Storia editoriale
Hulkling è stato creato dallo scrittore Allan Heinberg e dall'artista Jim Cheung ed è apparso per la prima volta in Young Avengers #1 (aprile 2005) insieme ad altri eroi adolescenti modellati dopo i membri fondatori degli Avengers.
Hulkling era originariamente previsto per essere un personaggio femminile. Secondo Tom Brevoort, "Originariamente, Allan proponeva Hulkling come un personaggio femminile che usava le sue capacità di cambiare forma per atteggiarsi a un uomo. Sospetto che questo fosse quanto Allan sentiva di poter arrivare a rappresentare una relazione apertamente gay in un fumetto Marvel. Ma mentre iniziavamo... ha iniziato ad avere dei ripensamenti e mi ha chiesto di mantenere Hulkling e Wiccan come due personaggi maschili coinvolti".
È apparso anche in Civil War: Young Avengers/Runaways ed è apparso nell'evento crossover Civil War. Hulkling è poi apparso nella serie Young Avengers del 2013 di Kieron Gillen e Jamie McKelvie, ed è apparso con Wiccan in New Avengers come parte di All-New All-Different Marvel.
Più di recente, Hulkling è stato un attore chiave in Empyre, l'evento crossover dell'estate 2020 della Marvel. Un one-shot, Lords of Empyre: Emperor Hulkling, scritto da Chip Zdarsky e dall'autore queer Anthony Oliveira, riempie alcuni dei retroscena di come Hulkling fu chiamato a diventare imperatore e della sua relazione con Wiccan.
Nel 2021, Hulkling e Wiccan diventeranno membri dei Guardiani della Galassia, a cominciare da Guardiani della Galassia #13 di Al Ewing, Juan Frigeri e Brett Booth.

## Biografia del personaggio
Nella sua prima apparizione, viene rivelato poco su Hulkling tranne per il fatto che è cresciuto da una madre single. Tutto questo cambia quando appare l'extraterrestre mutaforma noto come Super-Skrull, affermando che Teddy è uno Skrull. Il Super-Skrull è sorpreso di apprendere che Teddy ha una super forza e si chiede "forse le voci su suo padre sono vere". Il Super Skrull segue i Giovani Vendicatori a casa di Wiccan, dove la madre di Teddy lo sta aspettando. Il Super-Skrull rilascia un dispositivo progettato per trasformare Teddy nella sua vera forma nel tentativo di dimostrare la sua eredità Skrull. Sebbene il dispositivo non cambi l'aspetto fisico di Teddy, la signora Altman, anch'essa catturata dal raggio del dispositivo, si trasforma in uno Skrull. Quando il Super-Skrull l'accusa di essere una traditrice della sua razza, lei risponde dicendo che l'imperatrice le ha ordinato di proteggere Teddy, anche da personaggi come Super-Skrull, tirando fuori una pistola. Il Super-Skrull risponde uccidendola, anche se non è stato intenzionale.
Durante la Guerra Kree-Skrull il Super-Skrull rapì Scarlet, Quicksilver e Capitan Marvel venne a sapere che la principessa Skrull, Anelle, di cui si era innamorata, aspettava un bambino proprio da Mar-Vell. Dopo aver aiutato i due a fuggire, venne esiliato ed Anelle venne uccisa quando Galactus divorò il pianeta degli Skrull. Anelle aveva chiesto a una sua servitrice di proteggere suo figlio sulla Terra, dove avrebbe potuto chiedere aiuto ai Vendicatori per le emergenze; così Teddy crebbe come un ragazzo terrestre americano, inconsapevole della sua origine aliena.
Quando i suoi poteri si manifestarono li usò per diventare un ragazzo muscoloso con lo scopo di attirare l'attenzione di Greg, un ragazzo che gli piaceva. Ted era convinto di essere un mutante, per questo mantenne segreti i suoi poteri. Quando Ted rivelò a Greg il suo segreto, questi ne approfittò, facendo pagare le ragazze per avere degli autografi di Johnny Storm (di cui Teddy assumeva le sembianze), diventando Hulk per spaventare le persone, o ancora facendo assumere a Teddy le sembianze di Tony Stark per partecipare ai galà o ai party.
Quando i Vendicatori si sciolsero, Greg e Teddy (nei panni di Tony Stark) andarono al palazzo e superarono la sorveglianza. Quando Greg provò a rubare delle cose appartenute ai Vendicatori, Teddy lo minacciò. Rimase lì finché non fu trovato da Iron Lad. In seguito, Teddy fondò con lui e Wiccan i Giovani Vendicatori. Con quest'ultimo inoltre cominciò anche una relazione duratura.
Dopo aver sconfitto Kang il Conquistatore, Teddy dovette affrontare una prova difficilissima: prima vide sua madre morire per mano del Super-Skrull, poi gli vennero rivelate le sue vere origini. In una battaglia che quasi portò a una nuova guerra Kree-Skrull, il Super-Skrull prese le sembianze di Teddy e andò con le due razze al posto di Teddy come sostituto, dando al ragazzo la possibilità di rimanere sulla Terra con i suoi cari.

### Civil War
Hulkling e tutti gli altri Giovani Vendicatori hanno appoggiato fin da principio la fazione di Capitan America, leader dei ribelli alla registrazione dei supereroi.
Contrariamente all'amica Stature, Teddy non cambia fazione ma anzi si rivela un elemento chiave per la strategia dei ribelli: Cap infatti gli dà il compito di sostituirsi ad Hank Pym e infiltrarsi tra gli uomini di Iron Man per passare informazioni utili.
Grazie a questa mossa viene rivelato il doppio gioco di Tigra, e sempre grazie a Teddy, i ribelli vengono a conoscenza dei codici segreti per liberare i prigionieri del carcere nella zona negativa dove tra gli altri era rinchiuso anche Wiccan.
Assieme agli altri Giovani Vendicatori, Teddy era presente al funerale di Capitan America.
Al pari di Patriot e a Kate Bishop, Teddy e Billy hanno deciso di non registrarsi.

### Incontro con Capitan Marvel
Hulkling contatta il misterioso Capitan Marvel per confrontarsi con lui sulla sua identità di figlio di Mar-Vell. Mar-Vell conferma la storia del Super Skrull riguardo alle origini di Teddy e che potrebbe essere il padre di Teddy, anche se non era a conoscenza dell'esistenza di Teddy perché lui e la Principessa Skrull Anelle non si sono mai più visti. Mar-Vell conforta un frustrato Teddy, che è sconvolto dall'intenzione di Mar-Vell di tornare nel passato, esprimendo l'interesse a passare più tempo con lui prima che muoia. Più tardi, Teddy afferma di non aver mai più visto Mar-Vell vivo.
Teddy mostra frustrazione per essere essenzialmente orfano durante gli eventi di "Family Matters" e le sue speranze di stabilire una relazione padre-figlio con Mar-Vell, il suo ultimo genitore rimasto. Le trame successive rivelano che il Capitan Marvel "rianimato" che Teddy incontrò era un impostore Skrull di nome Khn'nr, destinato dagli scienziati Skrull a impersonare il soldato Kree originale. A causa di alcuni errori di programmazione, lo Skrull credeva di essere Mar-Vell.
In Children's Crusade: Young Avengers One Shot viene mostrato che una futura versione di Teddy ha preso il mantello di Captain Marvel indossando una versione del costume classico di suo padre con la colorazione bianca e verde della sua uniforme Kree originale.

### Secret Invasion
Teddy, insieme agli altri Giovani Vendicatori, ha respinto la prima ondata di Skrull nel cuore di New York. In seguito si è unito alla squadra anti-Skrull capeggiata da Nick Fury.

### Original Sins
Hulkling è presente nella miniserie Original Sins. Con i suoi amici Marvel Boy (Noh-Varr) e Prodigy (David Alleyne), Hulkling cerca di salvare persone innocenti dall'essere sopraffatte da segreti cosmici che le stanno facendo impazzire.

### All-New, All-Different Marvel
Come parte dell'evento Marvel All-New, All-Different Marvel, Hulkling (insieme a Wiccan) è diventato un membro dei Nuovi Vendicatori di Sunspot. Alla fine, un piccolo gruppo di ibridi Kree-Skrull arriva sulla Terra e rapisce Teddy in modo che possa assumere la sua posizione di re e unire le due razze aliene in guerra. Teddy ottiene la spada del precedente re e la usa per sconfiggere il mago fantasma Moridun, ma annuncia che ha degli impegni per proteggere la Terra e tornerà per compiere il suo destino se e quando sarà pronto. Più tardi, riesce a salvare Billy che è stato preso da Moridun convincendolo a combattere.

### Empyre
Teddy in seguito accetta la sua eredità e il mantello di "Dorrek VIII" e, a costo di lasciare Billy, diventa il nuovo sovrano dell'Alleanza Kree-Skrull, sulla quale inizia i preparativi per invadere la Terra per "la guerra finale". Questo è stato ulteriormente illustrato quando Raksor e Bel-Dann visitano Teddy durante il suo viaggio a Krakoa, dove vogliono che porti i Kree e gli Skrull a un'alleanza per combattere una crescente minaccia sulla Luna. Il loro incontro viene interrotto da alcuni soldati Skrull che compongono i Figli di Lost Tarnax che li hanno chiamati eretici. Scoppia una rissa fino a quando Teddy diventa Hulkling e afferra la Spada dello Spazio che spaventa i restanti Figli di Tarnax. Dopo essere stato teletrasportato sulla nave ammiraglia imperiale, Hulkling incontra Tanalth il Traduttore che lo chiama Dorrek VIII della neonata Alleanza Kree-Skrull. Quando Tanalth l'Inseguitore vuole affrontare l'insurrezione dell'Empire, Hulkling afferma che dovrebbero prima fare un'offerta di pace. Quindi introduce le guardie reali che lavoreranno per Hulkling come il Capitano Glory e la maga Kree-Skrull M'ur-Ginn dei Cavalieri dell'Infinito. Quando si scopre che l'ultimo membro è il Super-Skrull, Hulkling lo prende a pugni per quello che ha fatto a sua madre. Il Super-Skrull ha dichiarato di aver effettivamente ucciso la cameriera che lo ha cresciuto dopo averlo fatto fuggire dalla principessa Anelle di cui ora si pente. Dopo aver interrotto la discussione, Tanalth the Pursuer spiega che le flotte Kree e Skrull stanno procedendo verso lo stargate Titan vicino a Saturno. Suggerisce di fermarsi prima. Hulking visita la tomba di Mar-Vell dove afferma che sua madre gli ha parlato delle sue gesta eroiche. Anche se Hulkling ha dovuto rompere i legami con Wiccan che afferma che sarà sulla Terra quando tornerà.

## Analogie con la leggenda di Artù
Diversi fumetti hanno mostrato forti somiglianze tra Wiccan e Hulkling e le figure mitologiche di Merlino e Re Artù. Sia Artù (almeno in una versione popolare della leggenda) che Hulkling sono cresciuti ignari del loro destino. Entrambi sono profetizzati per unire la loro gente e portare la pace, avere un mago forte dalla loro parte, usare spade magiche e diventare gli amati re di un grande regno/impero.
La prima volta che questa connessione è stata stabilita è stato quando Hulkling era un membro dell'AIM. Fu rapito dai "Cavalieri dell'Infinito", un'analogia con i "Cavalieri della Tavola Rotonda" arturiana e gli fu detto che era il sovrano profetizzato dell'impero unito Kree/Skrull. Gli è stato poi detto di estrarre una spada da un raggio di luce e ha annunciato "Re dello spazio". Questo è un ovvio adattamento della famosa leggenda arturiana della spada nella roccia. Hulkling chiamò persino la sua spada "Excelsior", la spada di Arthur fu chiamata "Excalibur". Due dei cavalieri sembrano prendere il nome da personaggi dei miti arturiani, Lan-Zarr (da Lancillotto), Mur-G'nn (da Morgana, anch'essa utilizzatrice di magia). C'è anche M'ryn il Mago (dal nome di Merlino), un vecchio utilizzatore di Magia, che pronunciò la profezia.
È di nuovo ampiamente citato durante l'evento Empyre, Wiccan dice persino "Come Merlino? Lo prendo!", dopo essere stato incoronato mago di corte dell'Alleanza Kree/Skrull.

## Relazioni
Gli scambi tra Wiccan (quando Wiccan era conosciuto come Asgardiano) e Hulkling (e il design del personaggio di quest'ultimo) nei primi numeri di Young Avengers hanno portato alcuni lettori a ipotizzare che i due giovani avessero un legame molto più intimo della semplice amicizia. Già in Young Avengers #2, la pagina delle lettere di ogni numero includeva uno scambio di opinioni dei lettori tra le persone che sostenevano e le persone che erano contrarie alla rappresentazione dei supereroi gay. Allan Heinberg ha confermato questa speculazione in un panel del Comic-Con di San Diego, affermando che il suo intento era quello di rivelare la relazione nel numero 12, ed è rimasto sorpreso dal fatto che i suoi sottili indizi siano stati raccolti così rapidamente.
In Young Avengers Special, la squadra accetta di rilasciare un'intervista a Kat Farrell e Jessica Jones e avverte Billy e Teddy che Farrell probabilmente chiederà se le voci su di loro sono vere. Dopo un po' di riflessione, i due decidono di dirglielo, facendo riferimento a uno dei più importanti supereroi gay della Marvel quando Teddy aggiunge: "Perché Northstar dovrebbe divertirsi?"
In Cable & Deadpool #30, Deadpool viene catturato dai Vendicatori Segreti di Capitan America, con i quali i Giovani Vendicatori si erano fusi. Deadpool, un tipico demolitore della quarta parete, ha fatto un riferimento astuto all'essere gay di Hulkling e Wiccan riferendosi alla squadra come "... The Ripe, Nubile Young Avengers! E sono particolarmente sconcertato nell'ammettere che Wiccan e Gli Hulkling sembrano particolarmente nubili..."
In Avengers: The Children's Crusade #9, Teddy propone a Billy e i due di condividere il loro primo bacio sul pannello.
In New Avengers, gli ibridi si riferiscono a Teddy come Re Dorrek VIII e Billy come il suo "principe consorte". Un flashforward a 20XX mostra un Billy e un Teddy più grandi che vivono felici insieme a una figlia, Katie.

## Poteri e abilità
Hulkling ha il potere mutaforma degli Skrull che gli permette di cambiare aspetto e di dotarsi, ad esempio, di ali membranose o di artigli; è inoltre in grado di rigenerare i propri tessuti (sebbene questa capacità non sia al livello del fattore rigenerante di Wolverine) e una forza sovrumana derivatagli dai Kree.

## Altre versioni

### Avengers Fairy Tales
Nella one-shot Avengers Fairy Tales, Hulkling appare come Il Cappellaio in un adattamento di Le avventure di Alice nel Paese delle Meraviglie.

### Terra-A
Hulkling è uno dei 142 superumani registrati, il che implica che si fosse unito all'Iniziativa. Hulkling viene visto brevemente a Camp Hammond. Tuttavia, questa versione di Hulkling proveniva da un'altra dimensione che in seguito tornò sulla Terra-A, e il vero Hulkling rimane non registrato.

### Terra-15061
Sulla Terra-15061 (che si svolge in un futuro alternativo nell'anno 20XX), Dorrek VIII è un membro della versione dei Vendicatori di quella realtà sotto il nome di "King Hulk".

### Marvel Zombie
Hulkling viene visto brevemente nella miniserie Marvel Zombies vs. The Army of Darkness. Mentre Ashley G. Williams sta cercando di salvare la città, affronta un Hulkling zombificato. Con poco sforzo, si taglia le braccia e la testa con una motosega e distrugge lo zombi.

## Altri media
Compare come personaggio giocabile in LEGO Marvel's Avengers.